# Comuna Dolhești, Suceava
Dolhești este o comună în județul Suceava, Moldova, România, formată din satele Dolheștii Mari (reședința), Dolheștii Mici și Valea Bourei. Se află la 15 km de orașul Fălticeni, pe drumul spre Pașcani, pe valea râului Șomuzul Mare, în creuzetul format din dealurile domoale Pleșa, Magazia, Holm, Harbuz, Popeni, Coasta Morii, Vlaicu, Muncel, Blăgani ș. a. Cei peste 3000 de locuitori sunt depozitarii unei străvechi tradiții, deoarece aici s-au găsit piese ceramice de acum 4.500 de ani, aparținând enigmaticei culturi și civilizații Cucuteni, cea mai avansată din Europa în acea perioadă.
Până la reforma administrativă din 1950 a făcut parte din județul Baia.

## Demografie
Componența etnică a comunei Dolhești
     Români (91,88%)
     Romi (2,2%)
     Alte etnii (0,18%)
     Necunoscută (5,74%)
Componența confesională a comunei Dolhești
     Ortodocși (92,03%)
     Adventiști (1,06%)
     Alte religii (1%)
     Necunoscută (5,92%)
Conform recensământului efectuat în 2021, populația comunei Dolhești se ridică la 3.312 locuitori, în scădere față de recensământul anterior din 2011, când fuseseră înregistrați 3.502 locuitori. Majoritatea locuitorilor sunt români (91,88%), cu o minoritate de romi (2,2%), iar pentru 5,74% nu se cunoaște apartenența etnică. Din punct de vedere confesional, majoritatea locuitorilor sunt ortodocși (92,03%), cu o minoritate de adventiști (1,06%), iar pentru 5,92% nu se cunoaște apartenența confesională.

## Politică și administrație
Comuna Dolhești este administrată de un primar și un consiliu local compus din 13 consilieri. Primarul, Cristinel Bărculescu[*], de la Partidul Social Democrat, este în funcție din 2016. Începând cu alegerile locale din 2024, consiliul local are următoarea componență pe partide politice:
|  | Partid                          | Consilieri | Componența Consiliului | Componența Consiliului | Componența Consiliului | Componența Consiliului | Componența Consiliului | Componența Consiliului | Componența Consiliului | Componența Consiliului | Componența Consiliului | Componența Consiliului | Componența Consiliului |
|  | ------------------------------- | ---------- | ---------------------- | ---------------------- | ---------------------- | ---------------------- | ---------------------- | ---------------------- | ---------------------- | ---------------------- | ---------------------- | ---------------------- | ---------------------- |
|  | Partidul Social Democrat        | 11         |                        |                        |                        |                        |                        |                        |                        |                        |                        |                        |                        |
|  | Alianța pentru Unirea Românilor | 1          |                        |                        |                        |                        |                        |                        |                        |                        |                        |                        |                        |
|  | Partidul Național Liberal       | 1          |                        |                        |                        |                        |                        |                        |                        |                        |                        |                        |                        |

## Personalități născute aici
- Vasile Sandu (n. 1937), pictor și sculptor.
- Ioan Muraru (1938-2021), judecător la Curtea Constituțională a României